# マイン＝タウバー郡
マイン＝タウバー郡 (ドイツ語: Main-Tauber-Kreis、アレマン語: Main-Tauber-Chrais) は、バーデン＝ヴュルテンベルク州で最も北に位置する郡である。この郡はシュトゥットガルト行政管区のハイルブロン＝フランケン地域連合に属し、その領域はタウバーフランケン地方と事実上一致する。
この郡は、北西および北はバイエルン州のミルテンベルク郡およびマイン＝シュペッサルト郡、北東はヴュルツブルク郡、東はノイシュタット・アン・デア・アイシュ＝バート・ヴィンツハイム郡およびアンスバッハ郡、南はシュヴェービッシュ・ハル郡およびホーエンローエ郡、西はネッカー＝オーデンヴァルト郡と境を接する。

## 地理
マイン＝タウバー郡は一部がバウラント地方に属し、北部にはシュペッサルト山地の張り出し部がある。マイン川左岸の支流であるタウバー川が郡の南東部から郡の長軸を貫いて流れ、ヴェルトハイムでマイン川に注ぐ。この2つの川が郡の名前の由来となっている。
オーデンヴァルトやシュペッサルトからの乾燥した空気によってマイン＝タウバー郡には乾燥した暖かな気候がもたらされる。夏の日照時間はオーバーライン地方とほぼ同じ値である。
郡内で最も高度が低いのはフロイデンベルク近くの海抜125mの地点、最も高いのはバート・メルゲントハイム近くの海抜482mの地点である。
マイン＝タウバー郡は長軸が100kmを超える、バーデン＝ヴュルテンベルク州の35の郡の中で最も広い郡である一方、人口が最も少ない郡でもある。

## 歴史
1973年1月1日のバーデン＝ヴュルテンベルク州の郡域再編により、かつてのメルゲントハイム郡、タウバービショフスハイム郡および解体されたブーヒェン郡の一部が、新しいタウバー郡に統合された。1974年1月1日にこの郡は、マイン＝タウバー郡と改名された。郡庁は、郡内で4番目の都市であるにもかかわらずタウバービショフスハイムに置かれた。これは、この街が郡域の比較的中央に位置していたためである。旧バート・メルゲントハイム郡とタウバービショフスハイム郡は同名のオーバーアムトあるいはアムト（いずれも地方行政官庁）に由来する。かつてのヴュルテンベルクのオーバーアムト・メルゲントハイムは、1810年にこの地域がヴュルテンベルク王国に編入された際に創設され、1934年にクライス・メルゲントハイムと改称され、1938年に解消されたゲーラブロン郡のいくつかの町村を取り込んでメルゲントハイム郡となった。タウバービショフスハイムには1813年以降、バーデンのアムトが置かれた。その後歴史の推移とともに多くの変遷を経て、最終的には1938年に廃止されたアムト・ヴェルトハイムを取り込んでタウバービショフスハイム郡となった。マイン＝タウバー郡のうち1972年までブーヒェン郡に属していた地域は、1936年までアムト・アーデルスハイムに属していた。1973年の郡域再編により、かつてのバーデン領とヴュルテンベルク領が統合された郡が形成された。市町村再編完了後、マイン＝タウバー郡には18の市町村が属することとなった。このうち11が市で、さらにそのうちの2市が大規模郡都市である（バート・メルゲントハイムとヴェルトハイム）。最大の市はヴェルトハイム、最小の町村はヴィッティヒハウゼンである。

### 人口推移
以下に示す人口は、国勢調査の結果またはバーデン＝ヴュルテンベルク州統計局の公式統計値に基づく。
| 時点              | 人口（人） |
| ----------------- | ---------- |
| 1973年12月31日    | 127,332    |
| 1975年12月31日    | 125,175    |
| 1980年12月31日    | 121,410    |
| 1985年12月31日    | 120,687    |
| 1987年5月27日 (*) | 121,891    |

| 時点           | 人口（人） |
| -------------- | ---------- |
| 1990年12月31日 | 128,272    |
| 1995年12月31日 | 136,919    |
| 2000年12月31日 | 137,057    |
| 2005年12月31日 | 137,259    |
| 2010年12月31日 | 135,351    |
| 2015年12月31日 | 131,181    |

*は国勢調査結果による。

## 行政
郡は郡議会と郡長によって運営される。

### 郡議会
郡議会は、郡内の有権者により5年ごとに選出される47人の議員で構成される。郡議会が任期8年の郡長を選出する。2019年の郡議会選挙での政党別得票率と獲得議席および2014年のそれとの差を以下に示す。
| 政党、グループ | 得票率 (%) | 得票率 (%) | 議席数 | 議席数 |
| -------------- | ---------- | ---------- | ------ | ------ |
| CDU            | 36.3       | -11.2      | 17     | -6     |
| FWV            | 21.3       | +1.8       | 10     | +1     |
| SPD            | 16.1       | 1.0        | 9      | +1     |
| GRÜNE          | 12.0       | +3.5       | 5      | +1     |
| AfD            | 6.1        | +6.1       | 3      | +3     |
| FDP            | 4.8        | +1.1       | 2      | ±0     |
| DIE LINKE      | 1.9        | -0.7       | 1      | ±0     |
| BLW            | 1.4        | -1.7       | 1      | +1     |

### 郡長
郡長は郡の政治的代表者であり、郡議会およびその委員会の議長を務める。郡長は郡行政を主管する。その職務は、郡議会およびその委員会の準備を行い、議員を招集し、議決事項を執行することである。議長は委員会における投票権を有さない。
マイン＝タウバー郡が成立した1973年以降の郡長を列記する。
- 1973年 - 1981年: ブルーノ・リュール
- 1981年 - 2005年: ゲオルク・デンツァー
- 2005年 - : ラインハルト・フランク

### 紋章
赤地だが、中央の鋸歯状図形から下は銀地である。上部には6本スポークの輪、下部には先の広がった黒い十字が描かれている。（1974年3月19日認可）
紋章の図柄は、かつての領主であるマインツ選帝侯の紋章マインツの輪、「フランケンの犂」と呼ばれる鋸歯状図形、ドイツ騎士団の十字を組み合わせたものである。現在の郡域は19世紀の初めまでバーデンとヴュルテンベルクに分割されていた。

### 姉妹郡
- バウツェン郡（ドイツ、ザクセン州）1990年
- トルナ県（ハンガリー）1991年
- ゾンプコヴィツェ郡（ポーランド、ドルヌィ・シロンスク県）2007年

## 経済と社会資本

### 産業の重点
- 観光業（サイクリング、ハイキング）
- 療養（バート・メルゲントハイムの鉱泉など）
- スポーツ（タウバービショフスハイムのオリンピック強化施設を含むフェンシングセンター）
- かつてはドイツ連邦軍基地の所在地であった（現在もニーダーシュテッテンにヘリコプター基地がある）

マイン＝タウバー郡の労働者給与はバーデン＝ヴュルテンベルク州で最も安い（2004年現在、税引き前で年間30,309ユーロ）。

### 交通

#### 道路交通
郡域の中央部を南東から北西に連邦アウトバーンA81号シュトゥットガルト - ヴュルツブルク線が縦断している。この他に郡域北東部のヴェルトハイム付近を短い区間だがアウトバーンA3号ヴュルツブルク - フランクフルト線がかすめている。さらに多くの連邦道、州道、郡道が郡域を走っている。中でも特に重要な連邦道はB19号シュヴェービッシュ・ハル - ヴュルツブルク線である。この郡はシュトゥットガルト行政管区に属すものの、特に北部ではヴュルツブルクとの結びつきが強い。ヴュルツブルクまではわずか数kmの距離にある。

#### 鉄道交通

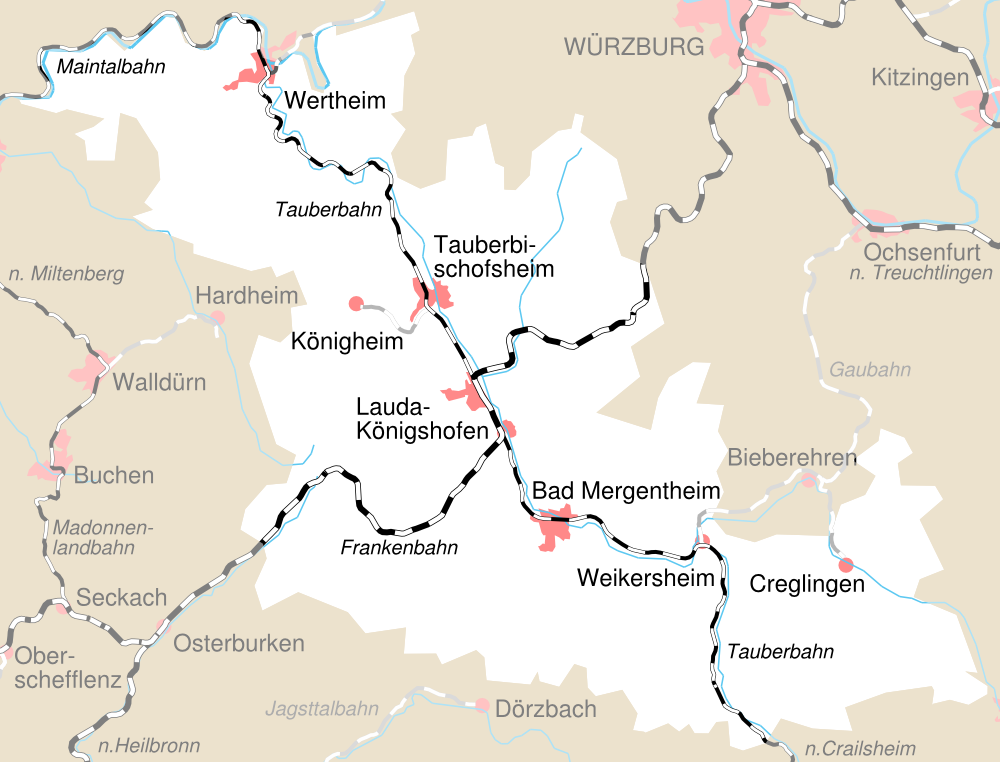
マイン＝タウバー郡の鉄道網。郡内の灰色で表示された区間は廃線となった区間を表す。

ヴュルツブルク - ラウダ - ハイルブロンを主要路線とするフランケン鉄道は、1866年にバーデン国営鉄道として開通した。タウバータール鉄道は1867/68年にラウダからタウバー川沿いに下流に向かってヴェルトハイムまでが運行を開始した。1869年には上流に向かってバート・メルゲントハイムまで達し、ここでヴュルテンベルク国営鉄道に接続してヴァイカースハイムを経由してクライルスハイムまで延長された。
1909年に開通した支線のヴァイカースハイム - クレーグリンゲン線は、ビーベレーレンでオクゼンフルト行きのバイエルンのローカル鉄道に接続した。バイエルン国営鉄道は、1881年にヴェルトハイムからマイン川沿いに遡ってロールまで、1912年にマイン川沿いに下ってミルテンベルクまで鉄道運行を始めた。1914年にはバーデン国営鉄道の支線タウバービショフスハイム - ケーニヒハイム線が完成した。
郡内の鉄道網は、116 km が建設された。そのうち以下の 12 km が廃線となった。
- 1967年: （ビーベレーレン）- クレーグリンゲン (2 km)
- 1968年: タウバービショフスハイム - ケーニヒハイム (6 km)
- 1974年: （オクゼンフルト）- ヴァイカースハイム (3 km)
- 1976年: （ロール）- ヴェルトハイム (1 km)

（　）内の地名は郡域外のもの、距離は郡内区間のみの距離である。
残った鉄道路線は西フランケン鉄道が運営している。
ヴュルツブルク方面への便がよいにもかかわらず、マイン＝タウバー郡は2003年4月にライン＝ネッカー交通連盟への加盟を決めた。これによりヴュルツブルク中央駅までは一貫した料金体系が適用される。

### 郡の施設

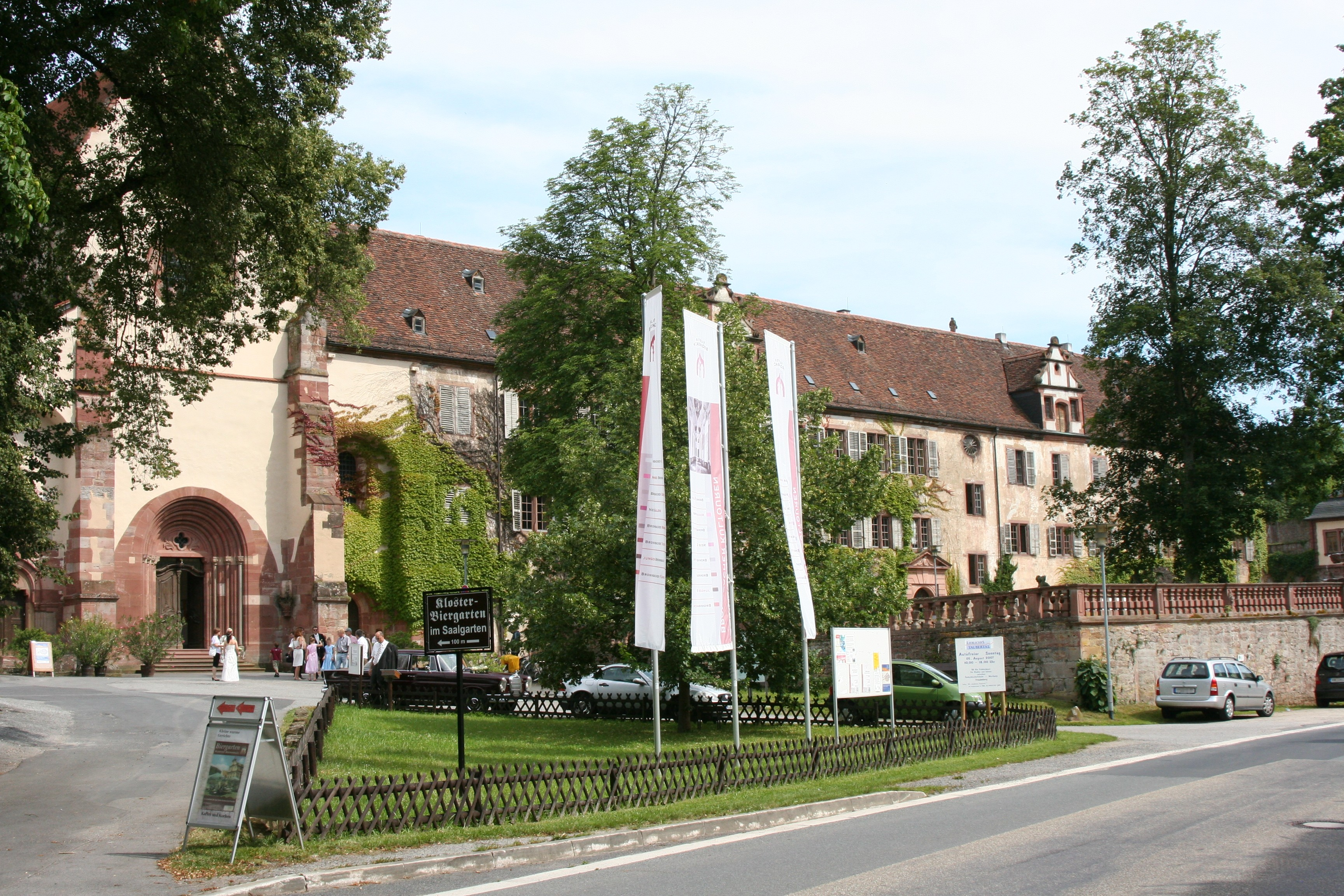
旧ブロンバッハ修道院の西正面

マインタウバー郡は以下の職業学校を運営している。バート・メルゲントハイム職業学校、バート・メルゲントハイム商業学校、バート・メルゲントハイム家政学・農業学校、タウバービショフスハイム職業学校、タウバービショフスハイム商業学校、ヴェルトハイム職業・商業・家政学学校。また、以下の特別学校も運営している。精神障害者のためのシューレ・イム・タウバータール（ラウダ＝ケーニヒスホーフェン）、ボックスベルクの言語障害者のための学校、ヴェルトハイムの精神障害者・身体障害者のための養護学校。
また、郡立タウバービショフスハイム病院、外来診療施設を持つクレーグリンゲンの社会福祉施設、ラウダ＝ケーニヒスホーフェンの養護老人施設ゲルラハスハイム、タウバービショフスハイムの老人センター「ハウス・ハイムベルク」も運営している。
1986年にマイン＝タウバー郡は旧ブロンバッハ修道院を購入した。これは価値の高い建築物の荒廃を防ぐためである。また近年、文化センターも設立された。

## 市町村
| 市 1. バート・メルゲントハイム (Bad Mergentheim 24,752) 2. ボックスベルク (Boxberg 6,710) 3. クレーグリンゲン (Creglingen 4,565) 4. フロイデンベルク (Freudenberg 3,701) 5. グリューンスフェルト (Grünsfeld 3,696) 6. キュルスハイム (Külsheim 5,414) 7. ラウダ＝ケーニヒスホーフェン (Lauda-Königshofen 14,596) 8. ニーダーシュテッテン (Niederstetten 4,922) 9. タウバービショフスハイム (Tauberbischofsheim 13,621) 10. ヴァイカースハイム (Weikersheim 7,881) 11. ヴェルトハイム (Wertheim 23,319) 町村 1. アーホルン (Ahorn 2,239) 2. アッサムシュタット (Assamstadt 2,242) 3. グロースリンダーフェルト (Großrinderfeld 4,109) 4. イガースハイム (Igersheim 5,607) 5. ケーニヒハイム (Königheim 3,007) 6. ヴェルバッハ (Werbach 3,255) 7. ヴィッティヒハウゼン (Wittighausen 1,735) | 行政共同体 1. バート・メルゲントハイム行政共同体: バート・メルゲントハイム、アッサムシュタット、イーゲルスハイム 2. ボックスベルク行政共同体: ボックスベルク、アーホルン 3. グリューンスフェルト行政共同体: グリューンスフェルト、ヴィッティヒハウゼン 4. タウバービショフスハイム行政共同体: タウバービショフスハイム、グロースリンダーフェルト、ケーニヒハイム、ヴェルバッハ |

（　）内の単位のない数値は2023年12月31日現在の各市町村人口である。

## 引用
1. 1 2  Statistisches Landesamt Baden-Württemberg – Bevölkerung nach Nationalität und Geschlecht am 31. Dezember 2023 (CSV-Datei)
2. ↑  “Ergebnis der Kreistagswahlen 2019 mit Vergleichsangaben von 2014”. 2021年4月26日閲覧。